# Andreas Richter (Produzent)
Andreas Richter (* 1965) ist ein deutscher Filmproduzent und Medienmanager.

## Leben
Richter studierte Betriebswirtschaft mit fächerübergreifendem Abschluss in Soziologie und Psychologie. Von 1995 bis 1997 war der promovierte Diplom-Kaufmann Assistent der Geschäftsleitung im Programmbereich der zur Kirch-Gruppe gehörenden Münchner Taurus Film und Büroleiter von Jan Mojto. Von 1997 bis 2001 leitete er den Bereich der deutschsprachigen fiktionalen Koproduktionen der Kirch-Gruppe. Ab 1998 war er zusätzlich Geschäftsführer der Janus-Gruppe, einer weiteren Kirch-Tochtergesellschaft, die überwiegend Fernsehinhalte produziert, seit dem Jahr 2000 auch bei der 1998 durch Kirch aufgekauften und seitdem ruhenden Roxy Film. Nach der Kirch-Insolvenz übernahm Richter 2003 gemeinsam mit weiteren Gesellschaftern per Management-Buy-out die Janus TV und die Roxy Film. 
In der Roxy Film produzierte Richter gemeinsam mit seinen Mitgesellschafterinnen Annie Brunner und Ursula Woerner seit 2001 zunächst überwiegend Fernsehfilme aus dem anspruchsvolleren Segment. 2006 erschien Marcus H. Rosenmüllers Kinofilm Wer früher stirbt ist länger tot, 2011 folgte Almanya – Willkommen in Deutschland. Beide waren Publikumserfolge und gewannen hochrangige Auszeichnungen. Eine weitere Zusammenarbeit mit Marcus H. Rosenmüller ist der Kinofilm Sommer in Orange.
Andreas Richter ist im Vorstand der Deutschen Filmakademie.

## Auszeichnungen
- Bayerischer Filmpreis 2006, Produzentenpreis für  Wer früher stirbt ist länger tot
- Deutscher Filmpreis 2007, Bester Spielfilm in Silber für Wer früher stirbt ist länger tot
- Deutscher Filmpreis 2011, Bester Spielfilm in Silber für  Almanya – Willkommen in Deutschland